# Wolfgang Simon (Fußballspieler, 1933)
Wolfgang Simon (* 18. November 1933) ist ein ehemaliger deutscher Fußballspieler.

## Laufbahn
Der aus der VfB-Jugend über die Amateurmannschaft hochgekommene offensivstarke Außenläufer absolvierte von 1953 bis 1958 in der Oberliga Süd 99 Spiele für den VfB Stuttgart, in denen ihm 21 Treffer gelangen. Sein Debüt in der Oberliga Süd hatte er noch als Amateur in der Runde 1953/54. Am 15. November 1953 wurde er von Trainer Georg Wurzer beim Auswärtsspiel gegen den Karlsruher SC erstmals in der Ligamannschaft des VfB eingesetzt und bildete dabei mit Linksaußen Erwin Waldner den linken Flügel. Ab der Saison 1955/56 gehörte er der Stammformation der Rot-Weißen an und war außerdem in sieben Partien in Endrunden um die deutsche Meisterschaft für die Stuttgarter im Einsatz und erzielte dabei zwei Tore. 1954 gewann Simon mit dem VfB den DFB-Pokal. Noch bevor der VfB im November 1958 den Pokal erneut gewann – das Halbfinale und das Endspiel fanden am 21. September beziehungsweise dem 16. November 1958 statt –, wechselte Simon zur Saison 1958/59 zum TSV 1860 München. In seiner letzten VfB-Saison 1957/58 hatte er alle 30 Spiele absolviert und zehn Tore für Stuttgart erzielt. Für die „Löwen“ absolvierte Simon von 1958 bis 1962 in der Oberliga 99 Spiele und erzielte 31 Tore. In den ersten drei Runden in München war Hans Hipp der Trainer, ehe 1961/62 aus Dortmund der Österreicher Max Merkel kam und das Kommando übernahm. Simon, er war auch ein nervenstarker Elfmeterspezialist, kam an der Seite der Mitspieler Johann Auernhammer, Rudi Brunnenmeier, Helmut Benthaus, Hans Küppers und Hans Reich nochmals auf 21 Einsätze, wobei er sechs Tore erzielte.
Er wechselte 1962 zum Oberligaaufsteiger KSV Hessen Kassel. Für den KSV erzielte Simon in der letzten Oberligasaison 1962/63 in der Südstaffel in 24 Spielen vier Tore und belegte mit dem KSV den zehnten Rang. Als die Hessen überraschend in der ersten Saison der Fußball-Regionalliga Süd, 1963/64, vor dem hoch favorisierten FC Bayern München und Kickers Offenbach die Meisterschaft gewinnen konnten, war Simon nur noch in neun Spielen zum Einsatz gekommen und hatte dabei am Starttag der Runde, beim 2:1-Auswärtserfolg beim 1. FC Schweinfurt 05 mit einem verwandelten Handelfmeter die 2:0-Führung erzielt. Sein letzter Pflichtspieleinsatz für Kassel bestritt Simon am 17. Mai 1964 beim 6:3-Heimspiel gegen die SpVgg Neu-Isenburg. In den Aufstiegsrundenspielen im Juni 1964 war er nicht mehr aktiv und beendete nach dieser Runde seine höherklassige Laufbahn.